# Pikselizacja

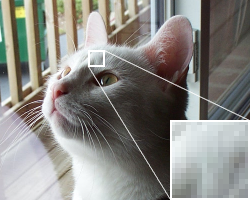
Przykład pikselizacji widoczny w prawym dolnym rogu

Pikselizacja (pot. pikseloza) – zjawisko deformacji obrazu polegające na jego wyświetlaniu w sposób widoczny, ukazując poszczególne wiązki pikseli, które nie są widoczne, gdy obraz jest widziany w pomniejszeniu, z większej odległości lub gdy zastosowano mniejszy stopień kompresji. W znacznym stopniu zjawisko pikselizacji można zminimalizować dzięki technikom redukcji artefaktów, m.in. antyaliasingowi oraz ditheringowi.

## Celowa pikselizacja
W wielu przypadkach rozdzielczość obrazu lub jego części jest zmniejszana w celu celowego zastosowania pikselizacji. Efekt ten jest często wykorzystywany w programach telewizyjnych do cenzurowania twarzy ludzi, nagości i nieprzyzwoitych gestów, a także w celu uzyskania efektu artystycznego. Efekt ten znany jest jako pikselizacja lub obróbka mozaikowa. Tworzenie widocznych pikseli jest również kluczową cechą pixel artu, a pożądany efekt można osiągnąć, tworząc grafikę w niższych rozdzielczościach.
Ponadto dzieła skierowane do dorosłych, takie jak japońskie filmy dla dorosłych, anime dla dorosłych i Eroge (gry dla dorosłych), podlegają art. 175 kodeksu karnego (dystrybucja nieprzyzwoitych materiałów), a przedstawienia genitaliów podlegają obróbce mozaikowej.